# Helen Stephens
Helen Herring Stephens (Fulton, 3 febbraio 1918 – Saint Louis, 17 gennaio 1994) è stata una velocista, discobola e cestista statunitense, vincitrice di due medaglie d'oro olimpiche a Berlino 1936, nelle prove dei 100 metri piani e della staffetta 4×100 metri.

## Biografia
Helen Stephens partecipò alla sua prima Olimpiade a Berlino nel 1936, a soli 18 anni d'età. Nella capitale tedesca vinse la finale dei 100 metri in 11"5, battendo la campionessa olimpica in carica e detentrice del record del mondo, la polacca Stanisława Walasiewicz. A questa vittoria andò ad aggiungersi quella con la staffetta 4×100 metri, dove la squadra statunitense si impose in 46"9. Partecipò anche alla gara di lancio del disco non andando oltre un 9º posto, ottenuto con la misura di 34,33 m.
Durante le Olimpiadi si vociferò della possibilità che la Stephens (e la sua rivale Stanisława Walasiewicz) fossero in realtà di sesso maschile. La commissione olimpica eseguì così un controllo che confermò invece la Stephens come individuo di sesso femminile.
Si ritirò dall'atletica leggera poco dopo la fine dei Giochi olimpici, senza essere mai stata battuta in una gara di sprint (ne corse più di cento). Nella sua carriera sportiva dedicata all'atletica, durata circa 30 mesi, vinse inoltre 14 titoli AAU, divisi tra gare di sprint, lancio del disco, getto del peso e salto in lungo da fermo.
Frequentò la William Woods University a Fulton, Missouri, e si dedicò a diversi sport, tra l'altro fondando e giocando per una squadra professionistica di pallacanestro.
Morì nel 1994 a Saint Louis, all'età di 74 anni.

## Palmarès
| Anno | Manifestazione  | Sede    | Evento           | Risultato | Prestazione | Note |
| ---- | --------------- | ------- | ---------------- | --------- | ----------- | ---- |
| 1936 | Giochi olimpici | Berlino | 100 metri        | Oro       | 11"5        |      |
| 1936 | Giochi olimpici | Berlino | 4×100 metri      | Oro       | 46"9        |      |
| 1936 | Giochi olimpici | Berlino | Lancio del disco | 9ª        | 34,33 m     |      |